# Trichomanes martiusii
Trichomanes martiusii är en hinnbräkenväxtart som beskrevs av Karel Presl. Trichomanes martiusii ingår i släktet Trichomanes och familjen Hymenophyllaceae. Inga underarter finns listade.